# Guerra de movimientos
La guerra de maniobras o guerra de movimientos enfatiza el movimiento, la iniciativa y la sorpresa para obtener una posición ventajosa, buscando infligir pérdidas indirectamente y evitar el combate frontal a diferencia de la guerra de desgaste.
Se caracteriza por la iniciativa, la originalidad y lo inesperado, explotando las debilidades del enemigo y destruyendo su voluntad de luchar, en contraposición a la superioridad de fuerza en la guerra de desgaste.
Históricamente utilizada por ejércitos más pequeños, cohesionados o tecnológicamente avanzados, la guerra de maniobras ha sido potenciada por avances tecnológicos como la caballería y los vehículos mecanizados,  siendo el movimiento rápido para desequilibrar al enemigo un concepto antiguo.

## Historia

### Primera Guerra Mundial

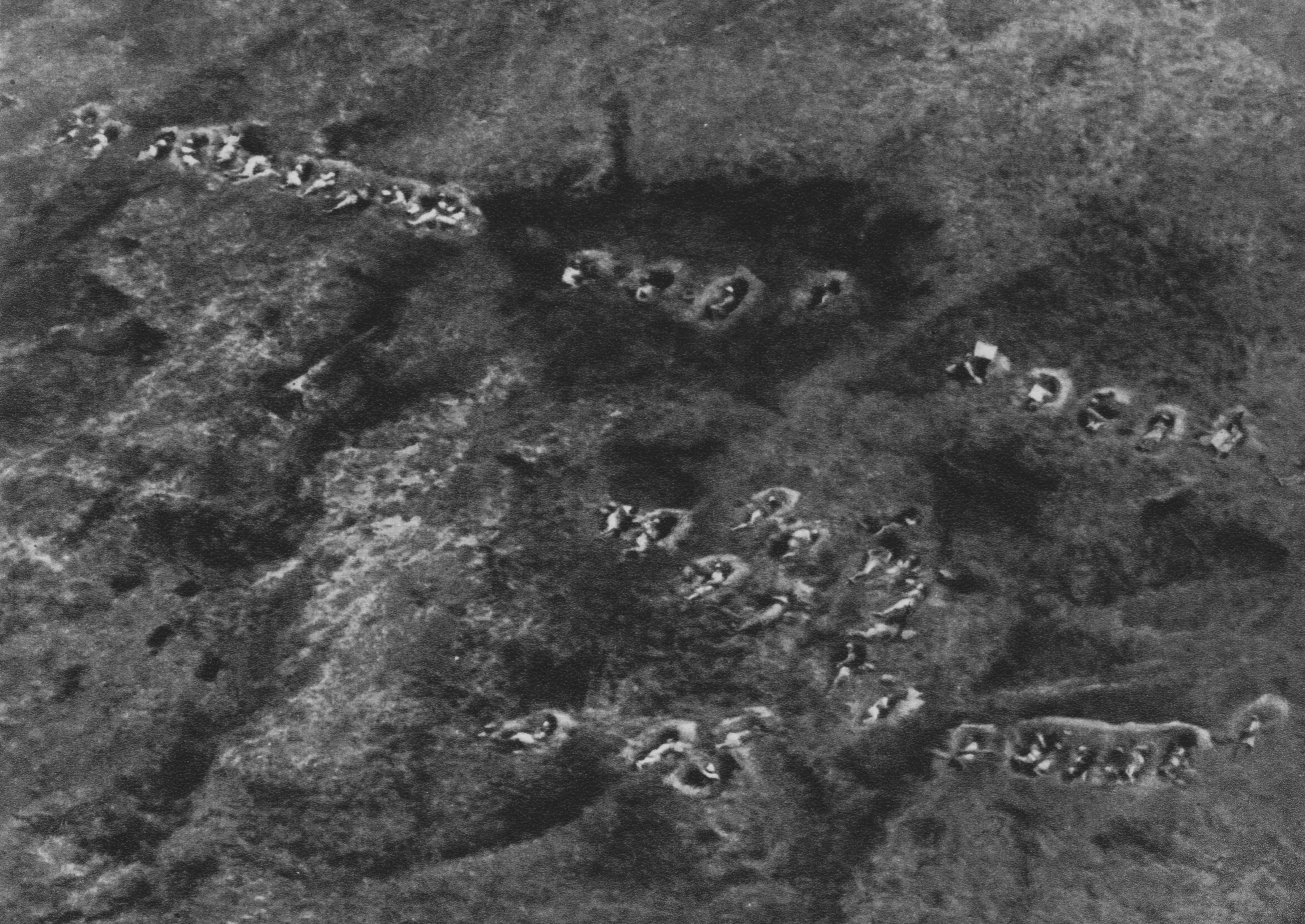
Fotografía aérea del frente occidental, al suroeste de Soissons, durante la Primera Guerra Mundial. La imagen representa la guerra de movimientos, con numerosos pozos de tirador individuales cavados por los soldados como posiciones defensivas, a diferencia de la guerra estática de trincheras.

La guerra de movimientos fue una fase de la Primera Guerra Mundial que ocurrió en 1914. Esta estrategia fue llevada a cabo por Alemania, que buscaba derrotar rápidamente a Francia para luego concentrarse en Rusia. La idea era realizar desplazamientos rápidos de material y tropas hacia el territorio enemigo.
En el frente occidental durante la Primera Guerra Mundial, los alemanes planearon una guerra rápida para asegurar su victoria, siguiendo el plan Schlieffen. Este plan se basaba en la idea de que el ejército ruso tardaría varias semanas en movilizar todas sus fuerzas, por lo que una rápida derrota de Francia permitiría a los alemanes enfrentarse a Rusia a tiempo.
El 4 de agosto de 1914, los alemanes invadieron Bélgica y avanzaron hacia Francia. El mariscal mariscal Joffre organizó un desesperado contraataque de las fuerzas francesas en el río Marne en septiembre de 1914. Este contraataque logró detener el avance alemán y obligó a los alemanes a retirarse de parte del territorio que habían conquistado.
Después de esta batalla, ambos ejércitos se atrincheraron en sólidas líneas defensivas, dando inicio a la guerra de trincheras en el frente occidental, que reemplazó a la guerra de movimientos inicial. Mientras tanto, en el frente oriental, los rusos invadieron Prusia Oriental. Sin embargo, los alemanes lograron una victoria decisiva en la batalla de Tannenberg, deteniendo así el avance ruso.
Como resultado de estos eventos, la estrategia alemana de una guerra rápida y de movimiento fracasó. La guerra se prolongó más de lo esperado, y quedó claro que el bando que más resistiera sería el vencedor.